# Сесто ед Унити
Сесто ед Унити (итал. Sesto ed Uniti) је насеље у Италији у округу Кремона, региону Ломбардија.
Према процени из 2011. у насељу је живело 2808 становника. Насеље се налази на надморској висини од 55 м.

## Становништво
Према резултатима пописа становништва 2011. у општини је живело 3.075 становника.
| 1931. | 1936. | 1951. | 1961. | 1971. | 1981. | 1991. | 2001. | 2011. |
| ----- | ----- | ----- | ----- | ----- | ----- | ----- | ----- | ----- |
| 4.196 | 4.174 | 4.137 | 3.272 | 2.554 | 2.485 | 2.562 | 2.808 | 3.075 |